# 324 (tal)
324 är det naturliga talet som följer 323 och som följs av 325.

## Inom vetenskapen
- 324 Bamberga, en asteroid.

## Inom matematiken
- 324 är ett jämnt tal
- 324 är ett sammansatt tal
- 324 är ett ymnigt tal